# Макгрегор (тауншип, Миннесота)
Макгре́гор (англ. McGregor) — тауншип в округе Эйткин, Миннесота, США. На 2000 год его население составило 116 человек.

## География
По данным Бюро переписи населения США площадь тауншипа составляет 88,6 км², из которых 84,7 км² занимает суша, а 3,9 км² — вода (4,36 %).

## Демография
По данным переписи населения 2000 года здесь находились 116 человек, 51 домохозяйство и 31 семья. Плотность населения —  1,4 чел./км². На территории тауншипа расположено 66 построек со средней плотностью 0,8 построек на один квадратный километр. Расовый состав населения: 98,28 % белых и 1,72 % коренных американцев.
Из 51 домохозяйств в 25,5 % воспитывались дети до 18 лет, в 56,9 % проживали супружеские пары, в 2,0 % проживали незамужние женщины и в 37,3 % домохозяйств проживали несемейные люди. 33,3 % домохозяйств состояли из одного человека, при том 13,7 % из — одиноких пожилых людей старше 65 лет. Средний размер домохозяйства — 2,27, а семьи — 2,94 человека.
21,6 % населения — младше 18 лет, 4,3 % — в возрасте от 18 до 24 лет, 25,9 % — от 25 до 44, 29,3 % — от 45 до 64, и 19,0 % — старше 65 лет. Средний возраст — 42 года. На каждые 100 женщин приходилось 90,2 мужчин. На каждые 100 женщин старше 18 приходилось 102,2 мужчин.
Средний годовой доход домохозяйства составлял 28 542 доллара, а средний годовой доход семьи —  31 563 доллара. Средний доход мужчин —  18 750  долларов, в то время как у женщин — 26 250. Доход на душу населения составил 13 003 доллара. За чертой бедности не находились ни одна семья и ни один человек.